# Odenwald
Odenwald – niewysoki masyw górski w południowej części Niemiec (landy Badenia-Wirtembergia, Bawaria i Hesja), w sąsiedztwie rzek Men i Neckar.

## Geografia i geologia
Odenwald ma charakter wyżyny i gór niskich, o wysokościach względnych dochodzących do 300 m., jedynie na skraju Niziny Górnoreńskiej i Doliny Neckaru przekraczających 400 m. Składa się z dwóch podstawowych jednostek geologicznych: Odenwaldu piaskowcowego (niem. Sandstein Odenwald) i Odenwaldu krystalicznego (Kristalliner Odenwald). Zazwyczaj wyróżnia się od strony Niziny Górnoreńskiej Odenwald Przedni (Vordererer Odenwald, w zasadzie tożsamy z kystalicznym) z kulminacją na Neunkircher Höhe (605 m n.p.m.), Odenwald Tylny (Hinterer Odenwald, piaskowcowy) z kulminacją na Katzenbuckel (626 m n.p.m.) i oddzielony od niego przełomową Doliną Neckaru Mały Odenwald (Kleiner Odenwald, również piaskowcowy) z kulminacją na Königstuhl (567,8 m n.p.m.). Od zachodu, wyróżnia się pas pogórza Bergstraße znany z winnic i zamków. Oddziela on masyw Odenwaldu od Niziny Górnoreńskiej.
Odenwald wchodzi w skład makroregionu fizycznogeograficznego Gór Hesko-Frankońskich i stanowi ich najwyższą część. Otaczają go od południa i wschodu pagórkowate wyżyny Kraichgau i Bauland będące częścią Wyżyny Meńsko-Neckarskiej, od zachodu Nizina Górnoreńska, od północy dolina Menu i pokrewny masyw Spessart.
Góry zostały wypiętrzone 300 milionów lat temu w ramach orogenezy hercyńskiej. Ulegały kilkakrotnie erozji i ponownemu wypiętrzaniu, po raz ostatni w trakcie orogenezy alpejskiej. Około 60 milionów lat temu był to obszar aktywny wulkanicznie.
Obecnie, mimo zalesienia, obszar gór jest dość gęsto zaludniony i przez to dobrze skomunikowany siecią drogową i kolejową. Największym miastem na terenie Odenwaldu jest Heidelberg (145 tys. mieszkańców), a kolejnymi pod względem zaludnienia miejscowościami są Weinheim (45 tys.) i Bensheim (40 tys.) – wszystkie trzy wzdłuż podgórza Bergstraße. W pobliżu znajdują się także Mannheim (309 tys.), Heilbronn (126 tys.), Darmstadt (159 tys.) i Aschaffenburg (71 tys.).
Administracyjnie masyw znajduje się na terenie trzech landów: Badenii-Wirtembergii (powiaty Neckar-Odenwald, Ren-Neckar i miasto wydzielone Heidelberg), Hesji (powiaty Odenwald, Bergstraße i w niedużym stopniu Darmstadt-Dieburg) oraz Bawarii (rejencja Dolna Frankonia, powiat Miltenberg i niewielki skraj powiatu Aschaffenburg).
Większość obszaru masywu pokrywają lasy wykorzystywane gospodarczo. Duże znaczenie gospodarcze mają także turystyka, usługi, uprawa winorośli. Heidelberg natomiast jest ważnym ośrodkiem przemysłowym i naukowym w skali Europy.
Do wyróżniających się szczytów zaliczają się:
- Katzenbuckel, 626 m n.p.m. – najwyższy szczyt całego masywu zbudowany ze skał wulkanicznych
- Neunkircher Höhe, 605 m n.p.m. – najwyższy szczyt Odenwaldu Przedniego
- Königstuhl, 567,8 m n.p.m. – najwyższy szczyt Heidelbergu i dziesiąty najwyższy w całym masywie, popularny cel wycieczek
- Melibokus, 517 m n.p.m. – górujący nad północną częścią Odenwaldu Przedniego był punktem odniesienia dla podróżnych już w starożytności

## Historia
W starożytności obszar Odenwaldu zamieszkiwali Celtowie, wyparci następnie przez ludy germańskie. Około roku 100 powstała linia umocnień granicznych oddzielających Cesarstwo Rzymskie od ludów germańskich. Szczyt Melibokus (517,4 m n.p.m.), charakteryzujący się największą wysokością względną w Odenwaldzie Przednim był prawdopodobnie wspominany w Geografii Ptolemeusza w II w.n.e. W VII i VIII wieku tereny Odenwaldu schrystianizowali mnisi iroszkoccy; od tego czasu góry i podgórskie okolice były ważnym ośrodkiem cywilizacji niemieckiej (klasztory Lorsch i Schönau, Heidelberg, Bad Wimpfen, Darmstadt i in.). Z górami wiąże się legenda o legendarnych karłach Nibelungach. Sama nazwa gór jest względnie zagadkowa, a najpopularniejsze teorie sugerują jej pochodzenie bądź od imienia boga Odina (Odyna, wówczas nazwa pasma oznaczałaby Las Odyna), bądź słowa oda (co wiąże się z lokalnymi legendami i sagami).

## Turystyka
Działający w obszarze masywu i na jego obrzeżach Odenwaldklub wyznaczył około 6 tysięcy km. pieszych szlaków turystycznych. Cztery szlaki uzyskały ogólnoniemiecki certyfikat jakości: szlak Alemański (niem. Alemannenweg, 132 km), szlak Nibelungów (Nibelungenweg, 124,6 km + wariant 28 km), szlag zamków (Burgenweg 120 km) i szlak Neckaru (Neckarsteig 126 km), co oznacza że spełniają 9 podstawowych i część z 23 dodatkowych kryteriów dotyczących jakości oznakowania, rodzaju dróg i ścieżek, wartości atrakcji przyrodniczych i kulturowych, czy infrastruktury turystycznej.
Dodatkowo są wyznaczone liczne szlaki rowerowe oraz konne. Mającą charakter przełomu doliną Neckaru w okresie letnim regularnie kursują statki wycieczkowe, jest też możliwość spływu kajakowego. Istnieją także pojedyncze wyciągi narciarskie i mała skocznia narciarska.
Odenwald jest chroniony przez, rozpoznany jako Geopark UNESCO, geopark krajobrazowy Bergstraße-Odenwald oraz częściowo się z nim pokrywający park krajobrazowy Dolina Neckaru-Odenwald, a także liczne rezerwaty przyrody.
Wśród atrakcji przyrodniczych, do najciekawszych należą gołoborza (Felsenmeer na zboczach Felsbergu (514 m n.p.m.) koło wsi Reichenbach), urwiska skalne, kamieniołomy (np. Ölberg), wąwozy (Wolfschlucht i Margarethenschlucht), jaskinia Tropfstein, najwyższy szczyt Katzenbuckel (626 m n.p.m.), będący wygasłym wulkanem z wieżą widokową i niewielkim jeziorem o charakterystycznej, turkusowej barwie, dawna kopalnia skamielin w Messel, wpisana na listę światowego dziedzictwa kultury i przyrody UNESCO, czy skałki.
Wśród licznych zabytków należy wymienić zabytkowe centra miast (np. Heidelberg, Mosbach, Neckargemünd, Michelstadt), liczne zamki (np. Heidelberg, Zwingenberg nad Neckarem, Neckarsteinach, Auerbach, Frankenstein, pałac Birkenau), budowle sakralne (np. kościół pojezuicki i kościół Ducha Św. w Heidelbergu, klasztor Neuburg, ruiny klasztoru Schönau i in.), pozostałości budowli celtyckich i rzymskich, obserwatorium astronomiczne na Königstuhl, wieże widokowe i in.

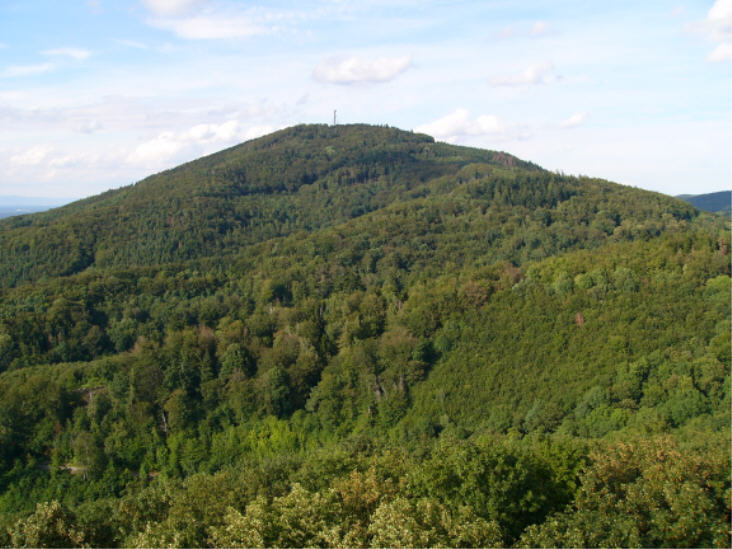
Melibokus
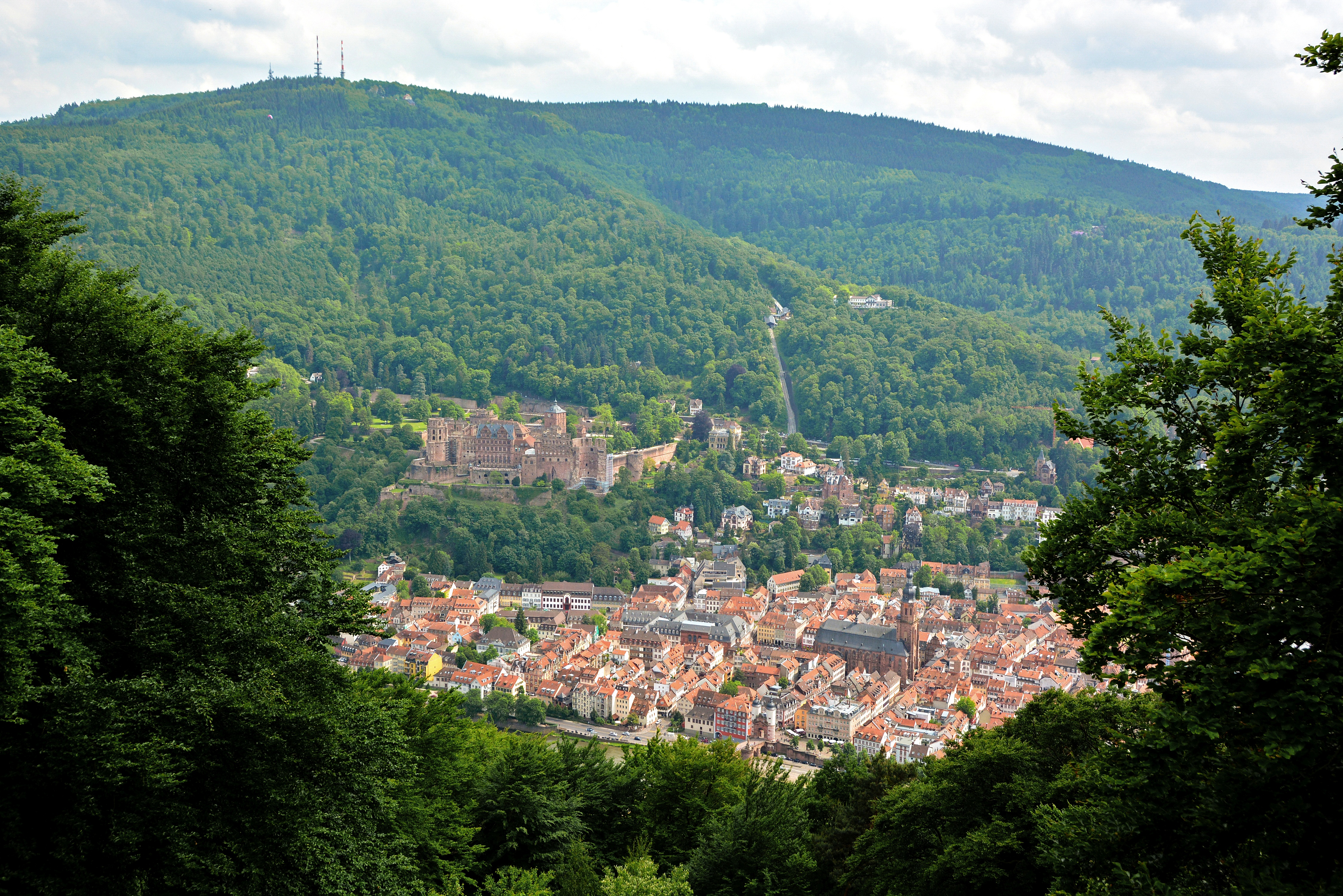
Königstuhl, stary Heidelberg i ruiny zamku
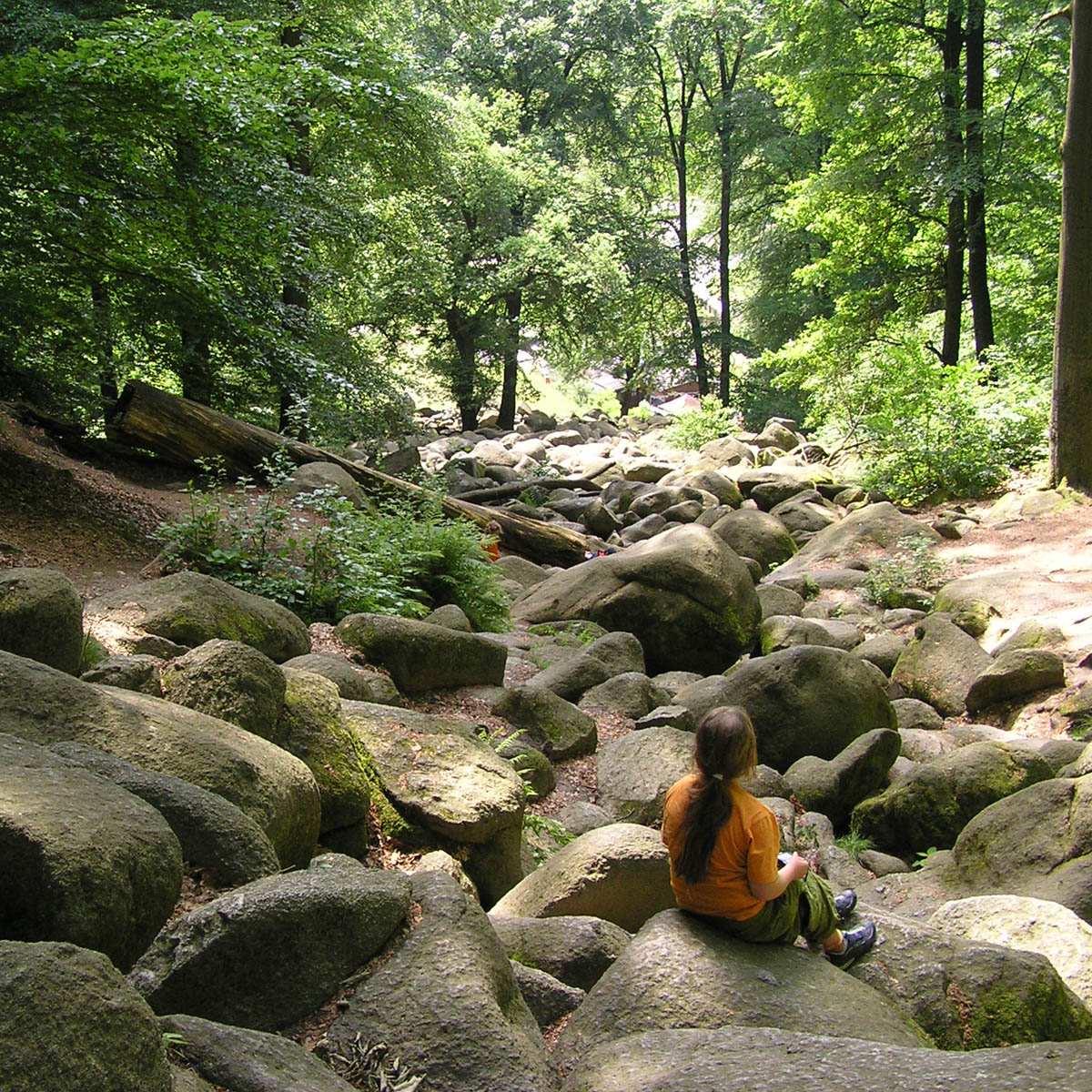
Gołoborze Felsenmeer na stoku Felsbergu
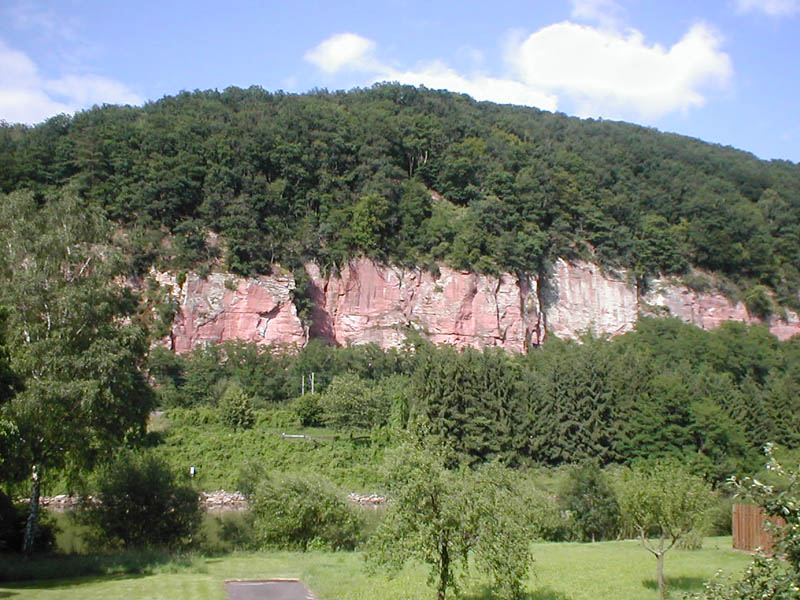
Charakterystyczne formacje skalne koło Eberbach
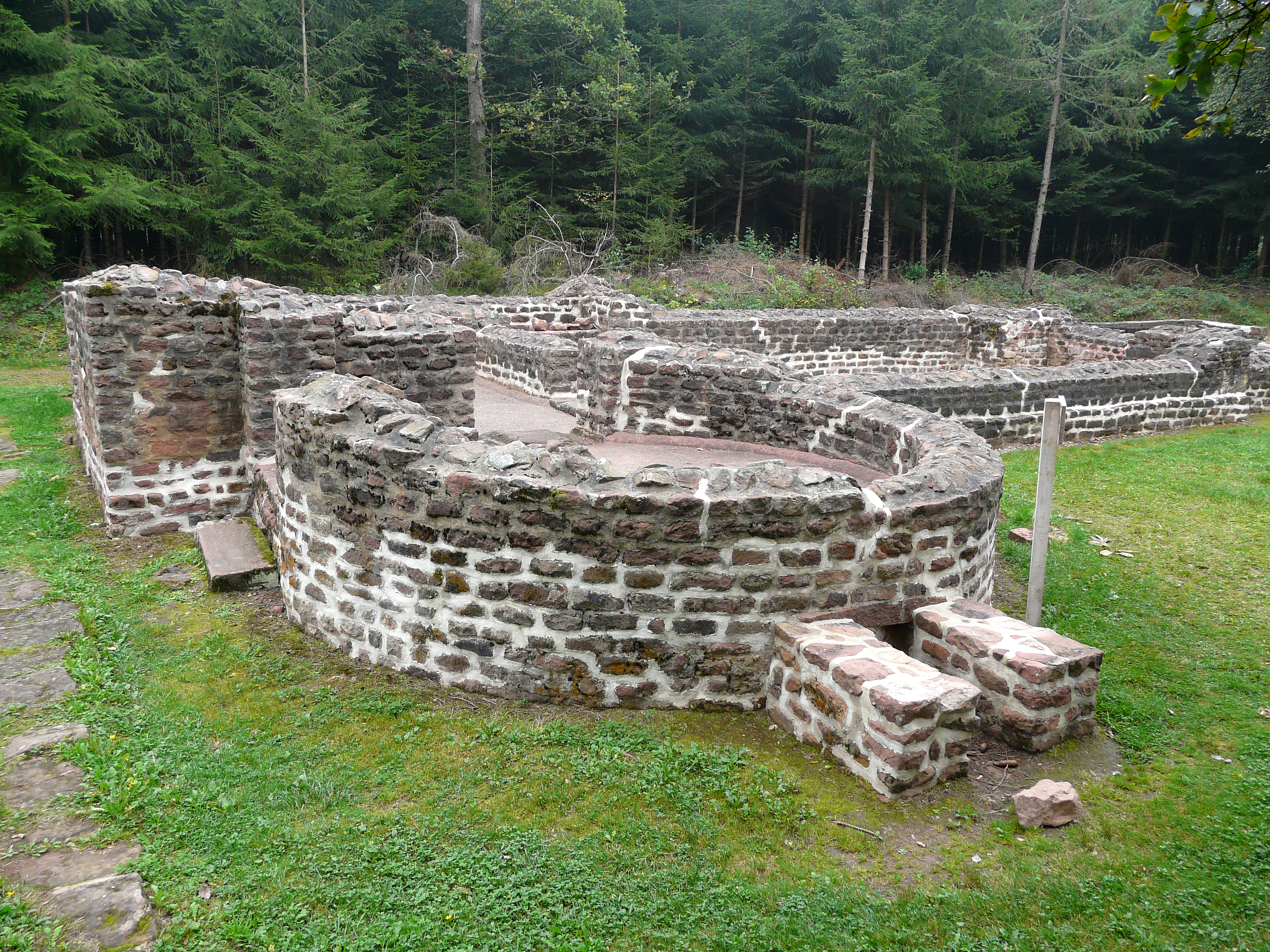
Pozostałości rzymskich fortyfikacji
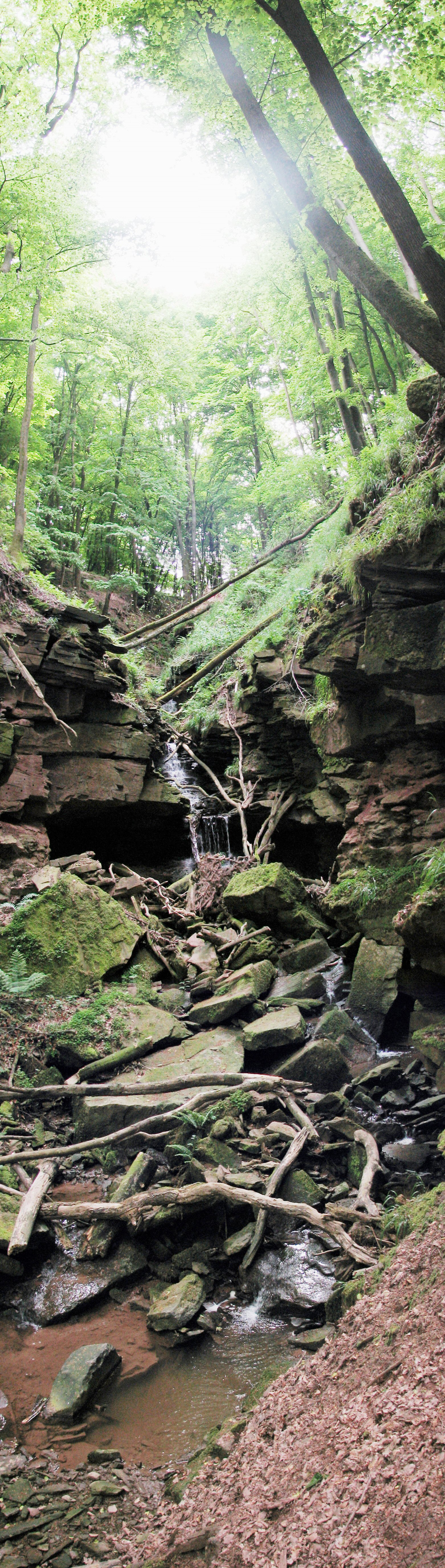
Wodospad w wąwozie Margarethenschlucht